# Parafia Świętej Trójcy w Kościukowiczach
Parafia Świętej Trójcy w Kościukowiczach – rzymskokatolicka parafia znajdująca się w archidiecezji mińsko-mohylewskiej, w dekanacie mohylewskim, na Białorusi.

## Historia
Parafia rzymskokatolicka w Kościukowiczach istniała do 1864, gdy w wyniku represji po powstaniu styczniowym kościół został zamknięty, a parafia przeniesiona do Łozowicy, gdzie pozostał jedyny otwarty kościół katolicki w powiecie klimowickim. W 1903 budynek pokościelny w Kościukowiczach został podpalony i spłonął doszczętnie.
Parafię ponownie erygowano w 1999.